# Mayo-Ouldémé
Pour les articles homonymes, voir Ouldémé.
Mayo-Ouldémé  est un village du Cameroun situé dans le département du Mayo-Sava et la Région de l'Extrême-Nord, dans les monts Mandara, à proximité de la frontière avec le Nigeria. Il fait partie de l'arrondissement de Tokombéré.

## Infrastructures
La localité abrite une mission catholique qui a édité un dictionnaire ouldémé–français, ainsi qu'un syllabaire et un dictionnaire mada.
Elle dispose d'un centre de santé intégré (CSI).

## Personnalités nées à Mayo-Ouldémé
- Barthélemy Yaouda Hourgo (1964-), évêque de Yagoua